# ATP Challenger do Rio de Janeiro
L'ATP Challenger do Rio de Janeiro, noto anche come Challenger Dove Men+Care Rio de Janeiro per ragioni di sponsorizzazione, è un torneo professionistico maschile di tennis che fa parte dell'ATP Challenger Tour. L'unica edizione si è giocata tra il 10 e il 16 ottobre 2022 sui campi in terra rossa della Rio Tennis Academy di Rio de Janeiro, in Brasile. È uno dei tornei del circuito Legión Sudamericana creato per aiutare lo sviluppo professionale dei tennisti sudamericani.

## Albo d'oro

### Singolare
| Anno | Campione         | Finalista        | Punteggio     |
| ---- | ---------------- | ---------------- | ------------- |
| 2023 | Non disputato    | Non disputato    | Non disputato |
| 2022 | Marco Cecchinato | Yannick Hanfmann | 4–6, 6–4, 6–3 |

### Doppio
| Anno | Campioni                        | Finalisti                   | Punteggio     |
| ---- | ------------------------------- | --------------------------- | ------------- |
| 2023 | Non disputato                   | Non disputato               | Non disputato |
| 2022 | Guido Andreozzi Guillermo Durán | Karol Drzewiecki Jakub Paul | 6–3, 6–2      |